# Žznić Crew
Žznić Crew je hrvatski dvojac osnovan u rujnu 1995. u Petrinji, Hrvatska, a osnovali su ga dvojica prijatelja Tomislav Vadlja (Žabba) i Ivan Kosak (Sadista).

## Žabba
Njegovo najveće zanimanje za glazbom je pobudila emisija Radija 101 "Rap-Attack" krajem 1980-ih kada se počeo baviti acidhouseom, hiphouseom i hip hopom. 1991. je pokušao skladati vlastitu glazbu, ali "Summer Story" nikada nije bio dovršen. Dolaskom u Zagreb 1992. godine, Žabba ulazi u svijet techna (posebno svijet hardcorea i acida) i postaje očaran brzim rastom scene u Hrvatskoj i šire. Tijekom 1994. i 1995. postiže svoju staru želju i sastavlja svoje prve Protracker module na računalu Amiga 2000 kojeg mu je Sadista privremeno posudio.

## Sadista
Nakon što je 1988. počeo raditi na računalima počevši od računala Commodore 64, Sadista je kupio računalo Amiga 2000 na noć vještica 1994. isključivo radi produkcije hardcore/gabber glazbe. 1996. je kupio računalo Amiga 1200 radi kojeg je ostao sav začuden zbog dobre grafike, i tada, velikog prostora od 2 MB-a na računalu. 1997. je kupio Blizzard 1230 IV s 8 MB prostora te je od tada počelo razdoblje za njegovo zanimanje za grafiku.

## Diskografija

### Žznić Crew
- Žznička Jeba
- Žznićka Beba
- Strka, Zbrka I Panika
- Mala Škola
- Srednja Škola
- Osmoljetka
- Praksa
- Loša Rana - Dobar Pain
- Kuma Dva
- Ultrazvuk

### Sadista
- 1999.(?) - Bljuzga
- 2000. - Dead End
- 2001. - Nova Juva

Sadista i Žabba se također pojavljuju u kompilacijskom albumu Songs For Dead Secretaries koji je nastao kao međunarodna suradnja "underground" izvođača hardcore/gabbera i njegovih podvrsta s područja Hrvatske, Slovenije i Italije.